# Receptor 5-HT3
Receptor 5-HT3, receptor serotoninowy 3 – receptor jonotropowy składający się z pięciu jednostek, kodowanych u człowieka genem 5HTR3A, należący do rodziny receptorów serotoninowych.

## Funkcja
Receptor jonotropowy 5-HT3 należy do rodziny receptorów „Cys-loop”, do której należą zbliżone do niego budową receptor nikotynowy, glicynowy i GABAA. Gen HTR3A w locus 11q23.1-q23.2 koduje białko podjednostki receptora jonotropowego dla serotoniny (5-hydroksytryptaminy). Funkcjonalny receptor jest homopentamerem, złożonym z pięciu identycznych podjednostek 5-HT3A lub heteropentamerem, składającym się z 5-HT3A i podjednostek innego typu (5-HT3B, 5-HT3B, 5-HT3D albo 5-HT3E).

## Rozmieszczenie
Receptor 5-HT3 występuje w ośrodkowym i obwodowym układzie nerwowym. Wydaje się, że postsynaptyczne receptory 5-HT3 pośredniczą w szybkim pobudzeniu interneuronów w korze nowej, ciele migdałowatym i hipokampie. Presynaptyczne receptory 5-HT3 mogą modulować uwalnianie innych neuroprzekaźników.

## Znaczenie w farmakologii
Antagonisty receptora 5-HT3, tzw. setrony (ondansetron, granisetron i inne) znajdują zastosowanie w medycynie jako leki przeciwwymiotne. Niektóre z nich stosowane są również w zespole jelita drażliwego. Działanie na receptor 5-HT3 wykazują też niektóre leki prokinetyczne. Leki przeciwdepresyjne wykazujące antagonizm 5-HT3 to mirtazapina, mianseryna i nowszy lek o modulującym wpływie na przekaźnictwo serotoninergiczne – wortioksetyna.

## Agonisty
- alfa-metyltryptamina
- bufotenina
- chlorofenylobiguanid
- etanol
- ibogaina
- fenylbiguanid
- chipazina
- RS-56812
- SR-57227
- wareniklina[2]
- YM-31636

## Antagonisty
- alosetron
- AS-81
- granisetron
- ondansetron
- tropisetron
- batanopryd
- metoklopramid
- renzapryd
- zakopryd
- mianseryna
- mirtazapina
- klozapina
- kwetiapina
- olanzapina
- lamotrygina
- memantyna
- mentol[3]
- wortioksetyna

## Modulator allosteryczny
- 5-chloroindol

## Genetyka
Odkryto wiele polimorfizmów pojedynczego nukleotydu w ludzkim genie HTR3A. Stwierdzono zależność między wariantem C178T w UTR genu a zachorowaniem na zaburzenie afektywne dwubiegunowe.